# Oxalis triangularis
L'ossalide triangolare (Oxalis triangularis A.St.Hil., 1825) è una pianta erbacea, perenne appartenente alla famiglia delle Oxalidaceae originaria del Brasile e di altri Paesi del Sud America.
Comunemente coltivata come pianta d'appartamento, può anche crescere all'aperto nei climi più miti, preferibilmente in ombra leggera.

## Descrizione
L'Oxalis triangularis è una pianta perenne, alta circa 20 cm, priva di fusto aereo, formata da foglie portate da un lungo picciolo emergente a livello del suolo da un rizoma tuberoso (lungo 5 cm, per 10-15 mm di diametro, interamente ricoperto di squame).
La foglia è costituita da tre foglioline sessili (o con picciolo molto corto), da obtriangolari a obovato-triangolari, glabre, disposte su uno stesso piano perpendicolare al picciolo. La lama della specie selvatica è verde ma per l'orticoltura sono state selezionate cultivar viola (note anche come atropurpurea). Il picciolo, molle, di colore biancastro, è lungo da 15 a 25 cm. 
Le foglie si muovono a seconda del livello di luce: di notte si chiudono sul picciolo e di giorno si allargano. Durante questo movimento, le foglioline si piegano in corrispondenza della nervatura centrale.
L'infiorescenza ombrelliforme è portata da un lungo peduncolo, emergente dal terreno con i piccioli. Porta 2-5 fiori, di colore che va dal bianco al rosa, eterostili. La corolla è imbutiforme con 5 lobi arrotondati e racchiude 10 stami. La fioritura avviene dalla primavera all'autunno.
Il frutto è una capsula con due valve.
Sono conosciute 2 sottospecie:
- Oxalis triangularis subsp. triangularis
- Oxalis triangularis subsp. papilionacea

che sono molto simili tra di loro.

## Galleria d'immagini

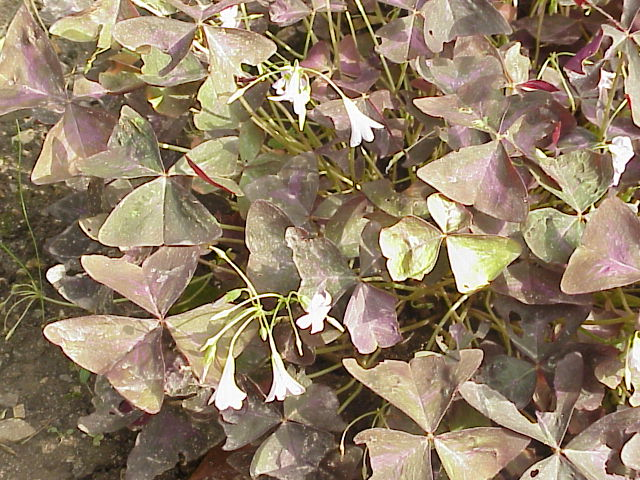
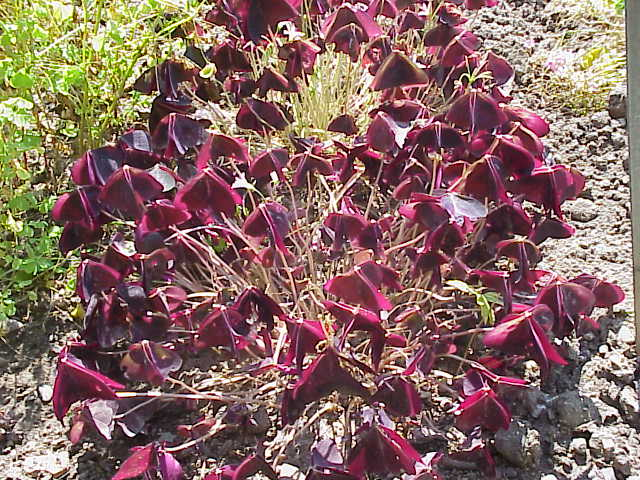
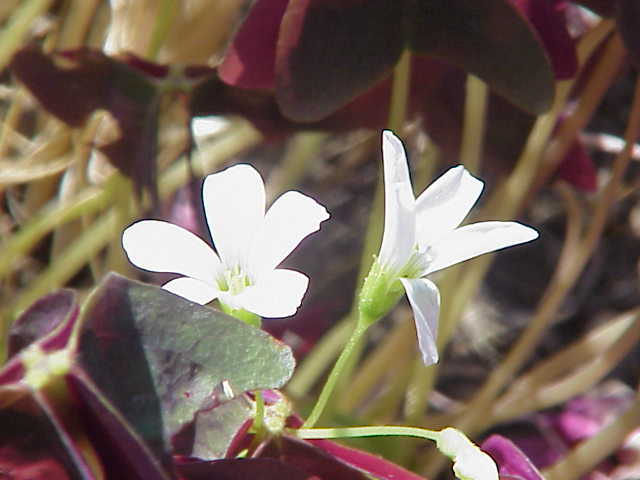